# NGC 6413
NGC 6413 é um asterismo na direção da constelação de Ophiuchus. O objeto foi descoberto pelo astrônomo Edouard Stephan em 1870, usando um telescópio refletor com abertura de 31,5 polegadas. 